# Crupilly
Crupilly é uma comuna francesa na região administrativa de Altos da França, no departamento de Aisne. Estende-se por uma área de 3,52 km². Em 2010 a comuna tinha 66 habitantes (densidade: 18,8 hab./km²).